# Aeroportul Annecy – Haute-Savoie – Mont Blanc
Aeroportul Annecy – Haute-Savoie – Mont Blanc (IATA: NCY, ICAO: LFLP) este un aeroport din Épagny-Metz-Tessy⁠(d), Haute-Savoie, Auvergne-Ron-Alpi, Franța metropolitană, Franța ce deservește zona Annecy. Aeroportul a fost tranzitat în 2022 de 0 pasageri. A fost numit după zona deservită.
Situat la o altitudine de 464 m, aeroportul dispune de o singură pistă. Este operat de SNC-Lavalin⁠(d).